# باشگاه فوتبال استالی‌بریج سلتیک
باشگاه فوتبال استالی‌بریج سلتیک (به انگلیسی: Stalybridge Celtic Football Club) یک باشگاه فوتبال در شهر استالی‌بریج، کشور انگلستان است که در سال ۱۹۰۹ میلادی تأسیس شده‌است.